# バギー万才!!
『バギー万才!!』（原題：Live a Little, Love a Little）は、1968年に公開されたアメリカ合衆国の映画。ダン・グリーンバークの小説『私の、しまって柔らかい唇』を原作としている。ノーマン・タウログが監督し、エルヴィス・プレスリーが主演した。
他のプレスリー主演映画と異なり、強い言葉遣いや麻薬への言及、性を暗喩した描写など、大人向けの成熟した作風となっている。

## あらすじ
カルフォルニアを拠点に活動するグレッグ・ノーランは、バーニスという女性のいたずらに遭い仕事を干される。
やがて、彼はバーニスの夫を自称するハリーという男に仕事を紹介される。その後、彼は広告代理店と雑誌社の二足の草鞋を履くも、広告代理店の仕事を辞めてしまう。
さて、彼はバーニスと良い仲になり、ついにバーニスはハリーからノーランに乗り換える。

## キャスト
※括弧内は日本語吹替（テレビ版）
- グレッグ・ノーラン：エルヴィス・プレスリー（広川太一郎）
- バーニス：ミシェル・キャリー
- マイク・ランズダウン：ドン・ポーター
- ペンロウ：ルディ・ヴァリー
- ハリー：ディック・サージェント
- ミルクマン：スターリング・ホロウェイ
- エレン：セレステ・ヤーノール
- 配達員：エディ・ホッジス
- ロビーの母：ジョーン・ショウリー